# Font Gran

La Font Gran és una construcció —catalogada a l'Inventari del Patrimoni Arquitectònic de Catalunya—al nucli urbà de la població de Benissanet, a l'extrem oest de la plaça del mateix nom, delimitada pel carrer de la Creu i l'avinguda de Sant Jordi.

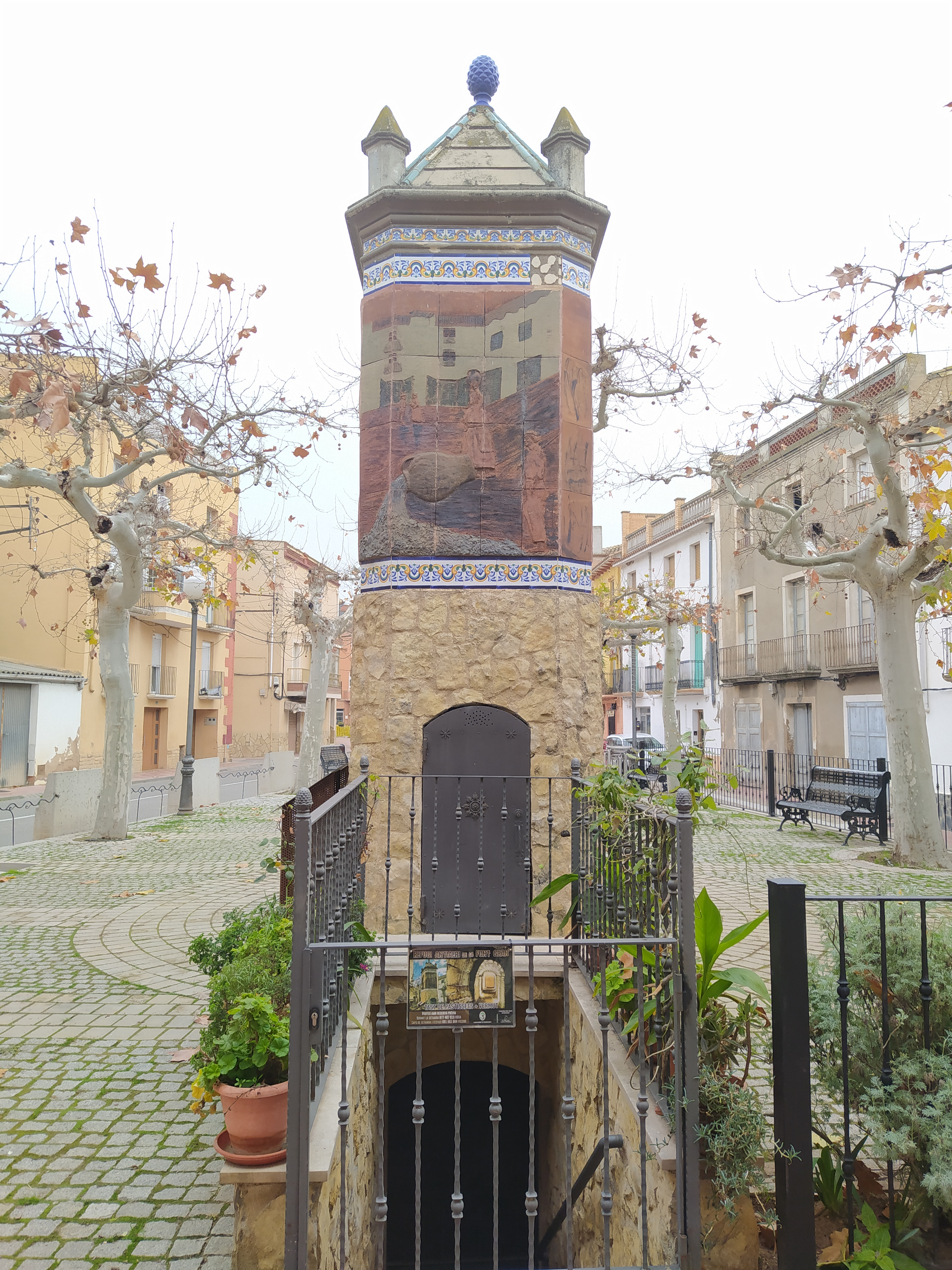
La Font Gran vista des del darrere, s'observa l'entrada al refugi antiaeri

Al seu costat hi ha l'accés al refugi antiaeri de la vila actiu durant la Guerra Civil Espanyola (1936-39). Font edificada sobre una antiga cisterna. Va ser la primera font de la vila. La construcció actual és fruit de l'any 1928 i d'una reforma del 1997, tal como ho testimonien les dates sobre d'aquesta.
Font de planta rectangular d'uns tres metres d'alçada, construïda damunt d'una antiga cisterna. La coberta és piramidal, amb petits pinacles als extrems, mentre que el cos central està dividit en dues parts diferenciades. Hi ha un basament alt bastit en pedra desbastada al que s'adossa la pica, a manera de bassi rectangular de pedra, i dos brolladors. La part superior d'aquest basament està bastida amb peces ceràmiques i es troba delimitada per dos sòcols de ceràmica vidrada ornamentada. Cada una de les cares de la construcció està decorada amb plafons figuratius referents a la població. El principal presenta la representació de l'escut de la vila, el nom de la font i les dates de construcció (1928) i, probablement, restauració (1997).

## Història
1. 1 2  «Font Gran». Inventari del Patrimoni Arquitectònic de Catalunya.   Direcció General del Patrimoni Cultural de la Generalitat de Catalunya. [Consulta: 1r setembre 2015].